# فارص
فارص (عبری: פֶּרֶץ / פָּרֶץ) نام پسر یهودا و نواده یعقوب است. نام مادرش تامار عیر بود. فارص مؤسس خاندان فارصیان بود. پسران وی حصرون و نخشون بودند. نام وی در نسب‌نامه‌های قبیله یهودا و نیز نسب نامه داوود و عیسی ذکر شده‌است (پیدایش ۲۹:۳۸، اعداد ۲۰:۲۶، توا ۵:۲، روت ۱۲:۴، متی ۳:۱، لوقا ۳۳:۳).

## نامگذاری
طبق آنچه برخی به تاربخ نسبت می‌دهند، فارص از تامار زاده شده بود. یهودا با تامار که عروس بود همبستر شد که این عمل وی بعدها در شریعت موسی ممنوع شد، یهودا از تامار صاحب دو پسر به نام‌های فارص و زارح گردید. (طبق کتاب مقدس داود از نسل فارص است).
گفته می‌شود پس از آن‌که از حامله شدن تامار آگاهی یافت، دستور داد او را به گناه زنا در آتش بسوزانند اما وقتی فهمید که از خود حامله شده گفت تامار از من بیگناه‌تر است و او را رها کرد.